# 蒂特·延森

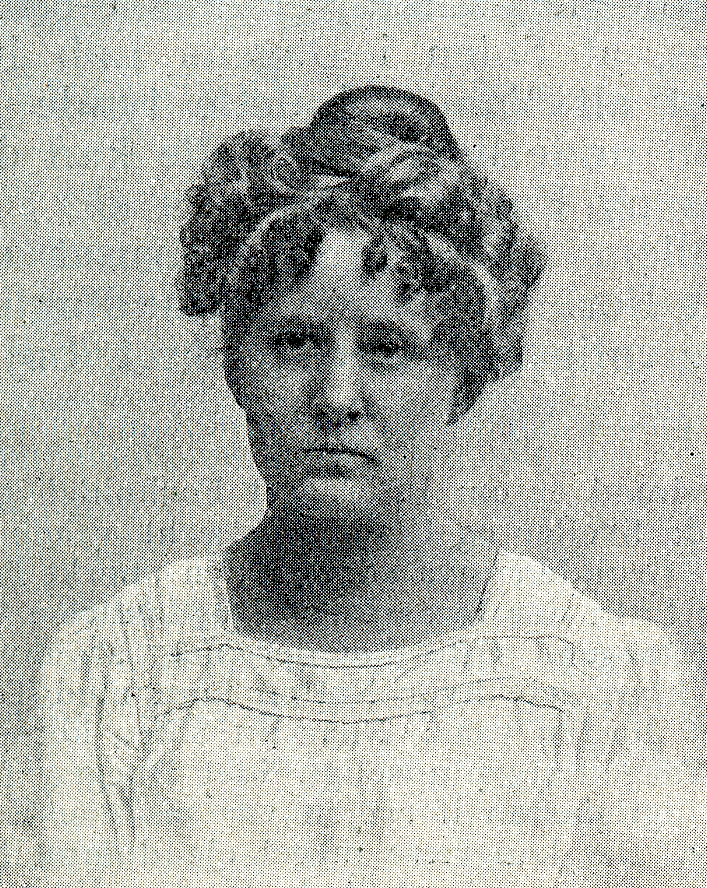
蒂特·延森

蒂特·延森（1876年1月19日 - 1957年5月14日）是丹麦小說家和作家 。她的兄弟约翰内斯·威廉·延森也是一位作家。蒂特·延森支持女性權利。她个人雖然反对堕胎，但她认为女性可以自己選擇是否墮胎。  她於1954年獲頒丹麦国旗勋章 。